# Ашикага Јошиаки
Ашикага Јошиаки (1537-1597) био је 15. и последњи шогун из династије Ашикага која је крајем периода Сенгоку (1467-1600) изгубила стварну власт у корист локалних великаша (даимјо). Дошавши на власт 1568. уз помоћ Ода Нобунаге, Јошиаки је већ 1573. покушао да се ослободи његове диктатуре уз помоћ Такеда Шингена, али је свргнут и протеран. Умро је као монах 1597.

## Младост и изгнанство
Ашикага Јошиаки рођен је као други син Ашикага Јошихару-а, 12. шогуна из породице Ашикага и у младости је примио монашки чин под именом Какеи. Његов старији брат, 13. шогун из династије Ашикага, Јошитеру, покушао је да вештом дипломатијом, користећи великаше из провинција против оних у престоници, и хушкајући једне против других, поврати власт у Кјоту и околним провинцијама (Кинај, у преводу Пет домаћих провинција - Јамаширо, Јамато, Кавачи, Изуми и Сетсу), коју су његови преци морали да препусте локалним великашима. Због тих напора је убијен (19. маја 1565) у преврату који су извели локални моћници - клан Мијоши и Матсунага Хисахиде, заједно са братом Суко-ом, који је био опат Зен манастира у Кјоту, док је Какеи, који је у то време живео као монах у Нари, успео да избегне смрт. Све до лета 1568, власт у Кјоту била је у рукама Матсунага Хисахиде-а и тзв. Мијоши тријумвирата, који су чинили Мијоши Нагајуки, Мијоши Масајасу и Иванари Томомичи. Они су за 14. шогуна поставили малолетног Ашикага Јошихиде-а, који је имао само две године, и наставили да владају у његово име.

### Изгнанство
Упркос уверавањима нових власти у Кјоту да му никаква опасност не прети док је у монашком чину, Какеи је кришом побегао из Наре 28. јула 1565. уз помоћ оданог великаша по имену  Вата Коремаса из провинције Ига, и настанио се у селу Јађима у провинцији Оми (21. новембра 1565), тражећи помоћ од разних провинцијских великаша да дође на власт. У децембру 1565. обратио се писмом (преко Хосокава Фуђитаке) и Ода Нобунаги, господару провинције Овари, који је у то време био заузет освајањем провинције Мино (1661-1667). 17. фебруара 1566. одрекао се монашког чина и узео име Јошиаки. Господар јужног Омија, Сасаки Јотеи, одбио је да му помогне и под неким изговором протерао га је из провинције у септембру 1566, па је потражио уточиште код  Асакура Јошикаге-а, господара провинције Ечизен, који је такође био незаинтересован за мешање у дворску политику. Најзад је Ода Нобунага, завршивши освајање провинције Мино, прихватио његов предлог и послао своје људе по њега: Јошиаки је 13. јула 1568. напустио Ечизен, успут је угошћен код Нобунагиног зета Азаи Нагамасе у његовом замку у северном Омију и 25. јула стигао је у Мино, где га је Нобунага свечано дочекао.

### Поход на Кјото
Пошто се између Нобунагиних поседа и Кјота налазила провинција Оми, 7. августа 1568. Нобунага и Јошиаки су послали изасланике Сасаки Јотеију, тражећи таоце као јемство за слободан пролаз у Кјото. У замену, Јошиаки је понудио Сасакију положај гувернера престонице када освоји власт: пошто је ова понуда одбијена, 7. септембра Нобунага је кренуо из Гифуа (своје престонице) на челу војске из 4 провинције (Мино, Овари, Микава и Изе), коју су предводили Сакума Уемон, Киношита Токичиро, Нива Горозаемон и Азаи Масазуми, и 11. септембра упао у Оми. Мимоилазећи мање тврђаве, Нобунага је 12. и 13. септембра на јуриш освојио главне замкове породице Сасаи (Мицукури и Канонђи), после чега су Сасаи Јотеи и његови синови побегли, а остале њихове присталице предале се на милост и немилост. Узевши од њих таоце, Нобунага им је оставио поседе, заузевши тако целу провинцију за само 3 дана, и послао гласнике по Јошиакија.  28. септембра Нобунага је прешао реку Катсура западно од Кјота и напао замак Шорјуђи, коју је држао Иванари Томомичи (један од Мијоши тријумвирата). који се после кратке борбе (око 50 мртвих) сутрадан предао на милост и немилост. Мијоши Нагајуки и Хосокава Нобујоши, који су држали замак Акутагава, побегли су ноћу 30. септембра, и Нобунага и Јошиаки заузели су тврђаву без борбе. Последњи отпор на путу за Кјото пружио је Икеда Кацумаса у замку Икеда који се предао после тешке, али кратке борбе 2. октобра. У наредне две недеље, сви великаши из Пет домаћих провинција (тзв. Кинај - провинције Јамаширо, Јамато, Кавачи, Изуми и Сетсу), на челу са Матсунага Хисахиде-ом, и две суседне провинције Оми и Изе признали су Нобунагину власт и предали таоце за верност. 14. октобра 1568. Јошиаки се вратио у Кјото и сместио у храму Хонкокуђи, а већ 18. октобра је у царској палати званично проглашен за шогуна. Нобунагина војска ушла је у престоницу дисциплиновано и без инцидената, а непријатељске снаге које су се још држале напустиле су Домаће провинције у наредних 10 дана.

## Владавина
Као шогун, Јошиаки се настанио у храму Хонокуђи (Рокуђо), док му је његов стари присталица Хосокава Уђицуна уступио своју палату за званичне пријеме. 23. октобра, 1568. на свечаном пријему поводом прославе победе над одметницима у овим провинцијама, Јошиаки је понудио Нобунаги водећи положај у новој влади (вице-шогуна или канреи-ја, главног извршног чиновника шогуната, највећи положај после шогуна) и једну од Пет домаћих провинција по жељи. Нобунага је одбио обе понуде, тражећи у замену да сам постави управнике (интенданте) у градовима Сакаи, Отсу и Кузатсу. Међутим, стварна власт у седам новоосвојених провинција, које су признале власт шогуна  до краја октобра 1568, припадала је Нобунаги: како би олакшао трговину, Нобунага је одмах забранио наплату царине у свим провинцијама под својом (формално шогуновом) контролом. 25. октобра Нобунага се опростио од шогуна и вратио се у Гифу.
Пошто се Нобунагина војска вратила у Мино, 5. јануара 1569. Кјото су напали Мијоши тријумвири, Саито Тацуоки и Нагаи Хајато са преко 10.000 ронина са Шикокуа, упоришта клана Мијоши. Пошто град није био утврђен, Јошиаки је опкољен у својој резиденцији у храму Рокуџо (у јужном делу града), али су његове присталице (које су предводили Хосокава Фуџитака, Ода Сакон и Акечи Мицухиде) одбиле напад на храм,  а неочекивану помоћ пружили су шогунови дојучерашњи непријатељи Мијоши Нагајуки, Хосокава Нобујоши и Икеда Кацумаса, чији је напад из позадине разбио нападаче. На вести о овом нападу, Ода Нобунага се за три дана вратио у Кјото, и одлучио да подигне шогуну тврђаву у престоници, на месту изгореле палате Ниџо, где је погинуо шогун Јошитеру: тако је до 14. априла у рекордном року (по сведочењу језуитског мисионара Луиса Фроиса, који се састао са Нобунагом на градилишту, између 15 и 25 хиљада људи радило је око 70 дана: били су позвани вазали и радници из 14 провинција - осим 9 Нобунагиних провинција, раднике су послале и Микава, Вакаса, Танго, Танба и Харима) под Нобунагиним надзором подигнут замак Нови Ниџо, који је остао Јошиакијева резиденција све до 1573. У то време Нобунага је започео и обнову царске палате, али су радови потрајали пуне две године.

### Раскид са Нобунагом
Несугласице између шогуна Јошиакија и Ода Нобунаге, који је од освајања власти у Кјоту управљао војском и провинцијама потпуно по свом нахођењу, почеле су одмах по шогуновом ступању на власт. Како би спречио сваки Јошиакијев покушај да се стварно умеша у државне послове, Нобунага је почетком 1570 (23. јануара) натерао шогуна да потпише званичну изјаву, којом је обећао да неће издавати никакве наредбе без Нобунагиног пристанка. Упркос томе, Јошиаки је покушао да на разне начине заобиђе Нобунагу и ојача свој положај, што није прошло незапажено: 1572. Нобунага му је упутио званичан протест у 12 тачака, којим је оптужио шогуна за дволичност и злоупотребу положаја. Најважније Нобунагине замерке Јошијакију биле су:
- небрига о потребама царског двора,
- слање писама и наређења у провинције у тајности,
- окупљање и награђивање нових присталица без икаквих заслуга у служби,
- склањање драгоцености из шогунове палате,
- конфисковање имовине храмова,
- грубо поступање са Нобунагиним присталицама, њиховим женама и слугама,
- запостављање старих и заслужних присталица, за које се Нобунага лично заложио,
- игнорисање Нобунагиних савета,
- заплена имовине преминулих дворана без икакве кривице,
- давање помиловања за новац,
- примање поклона у новцу од обласних господара и гомилање новца,
- продаја залиха пиринча у војним складиштима замка Ниђо (спремљених за случај опсаде) за новац,
- награђивање шогунових љубавника местима у државној служби.
- да шогунове присталице и дворани гомилају новац, као и шогун, како би могли у сваком тренутку да напусте Кјото,
- да је шогун међу простим народом изашао на лош глас због похлепе.[3]

Из Нобунагиних замерки јасно се види да је до 1572. Јошиаки покушавао да на разне начине сакупи новац и обезбеди властите присталице у Кјоту и савезнике међу обласним господарима у провинцијама. Јошиаки је задужио Нобунагине заклете непријатеље, Азаи Нагамасу из Омија и Асакура Јошикаге-а из Ечизена, који су крајем 1570 (после пораза у бици код Анегаве), били опседнути на планини Хиеи у Кјоту, када је у њихову корист интервенисао код Нобунаге и наредио примирје.

### Први рат са Нобунагом
Отворено увређен од Нобунаге, Јошијаки је почетком 1573. у тајности планирао побуну против Нобунаге. Војно-политичка ситуација изгледала је крајње неповољно по Нобунагу: устанак Ико-секте био је у пуном јеку и напади на њихова главна упоришта у Осаки и Нагашими били су одбијени, на истоку су Нобунагине снаге поражене од Такеда Шингена у бици код Микатагахаре (1572) у Тотомију, а на северу су стајале непоражене војске кланова Азаи и Асакура у Омију и Ечизену. У самим Домаћим провинцијама око Кјота, у априлу 1572. побунили су се против Нобунаге господари Мијоши Нагајоши (у замку Вакае у провинцији Кавачи) и Матсунага Хисахиде и његов син (који су држали замкове Шиги и Тамон код Наре у провинцији Јамато). Уз то, стари Нобунагини непријатељи Хосокава Рокуро и Иванари Томомичи вратили су се у Кјото и добили помиловања.
Почетком фебруара 1573. шогун је отворено иступио против Нобунаге: његове присталице (око 10.000) утврдиле су се у замку Имакатата и подигле тврђаву Ишијама недалеко од Кјота као главну базу операција. У одговор, Нобунага је већ 20. фебруара послао своје најбоље војсковође (Шибата Катсуие, Нива Горозаемон и Акечи Мицухиде) у напад: недовршена тврђава Ишијама, коју су браниле ратничке дружине из Иге и Коке, заузета је за три дана (24-26. фебруара), а 29. фебруара Акечи Мицухиде и Нива Горозаемон су, нападајући са копна и мора, заузели замак Имакатата после битке од свега 4 сата (од сата Змаја до сата Коња, тј од 8 до 12 часова пре подне). 25. марта сам Нобунага је кренуо на Кјото: у престоници, шогунове присталице спалиле су његову недовршену палату, на шта је Нобунага одговорио спаљивањем предграђа (3. априла), а сутрадан и читавог северног Кјота. Пошто је Нобунагина војска опсела шогунову палату, Јошиаки је пристао на преговоре и капитулирао 6. априла 1573: шогун се потчинио Нобунаги, али је задржао замак Ниђо у Кјоту и остао на положају.

### Друга побуна и изгнанство
Таква ситуација није потрајала дуго: Јошиаки се поново побунио већ 3. јула и затворио се у тврђаву Макишима северно од Кјота. Нобунагина војска ушла је у град већ 7. јула и опколила Ниђо, чиа се посада предала без борбе. Шогун је заробљен у Макошими већ 18. јула и протеран у замак Вакае у провинцији Кавачи у пратњи Тојотоми Хидејошија, док је његов новорођени син остао уз Нобунагу као талац. Шогунове присталице које су се утврдиле на планини Хиеи предале су се без борбе, а Иванари Томомичи, који је пристао уз шогуна, погинуо је у самоубилачком јуришу из замка Јодо код Кјота.